# Townsend (Massachusetts)
.

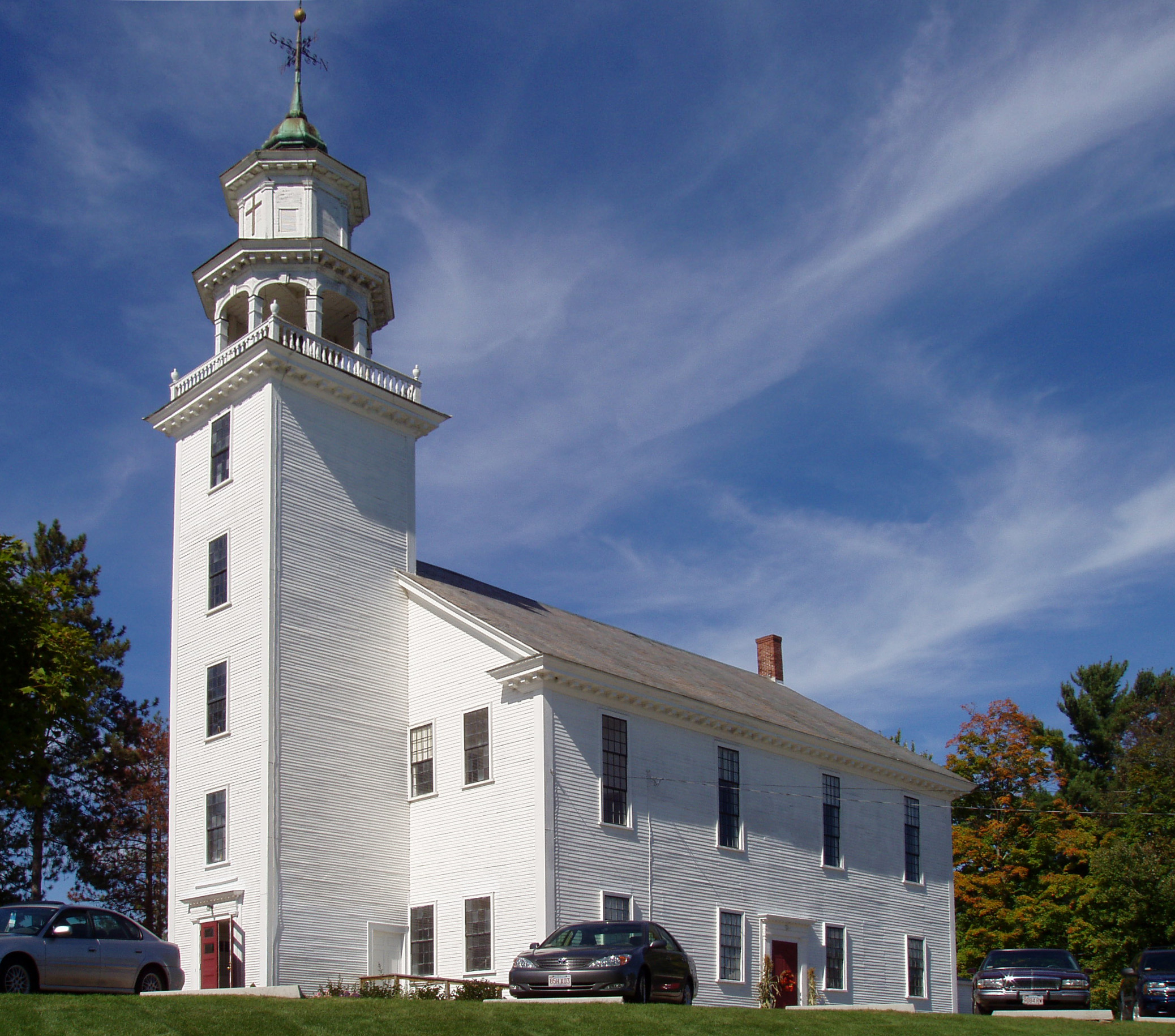
Verenigde Methodistenkerk (1770)

Townsend is een stad in Middlesex County, Massachusetts, Verenigde Staten.

## Geschiedenis
De eerste bewoning van Townsend dateert uit 1676. De plaats is officiel geregistreerd in 1732.

## Geografie
Met zijn oppervlakte van 85.8 km² is het de uitgestrektste plaats in Middlesex County.
Townsend grenst aan Mason, New Hampshire en Brookline, New Hampshire in het noorden, Pepperell in het oosten, Groton en Shirley in het zuidoosten, Lunenburg in het zuiden en Ashby in het westen.
Door zijn ligging en de invloed van de naburige bergen is het er uiterst zelden bewolkt.

## Demografie
Evolutie bevolking:
- 1850: 1947
- 1860: 2005
- 1870: 1962
- 1880: 1967
- 1890: 1750
- 1900: 1804
- 1910: 1761
- 1920: 1575
- 1930: 1752
- 1940: 2065
- 1950: 2817
- 1960: 3650
- 1970: 4281
- 1980: 7201
- 1990: 8496
- 2000: 9198
- 2010: 8926